# Simone Le Moigne
Pour les articles homonymes, voir Le Moigne.
Simone Le Moigne, née le 3 juin 1911 à Glomel (Côtes-d'Armor) et morte le 10 avril 2001 à Orvault (Loire-Atlantique), est une artiste française de la peinture naïve.

## Biographie
Elle est née le 3 juin 1911 dans le village de Magoar, à Trégornan-en-Glomel dans la commune de Glomel dans les Côtes-d'Armor. Elle est morte le 10 avril 2001 à Orvault. Elle est inhumée à Saint-Herblain.

### Autres liens
- (fr) Site consacré à Simone Le Moigne